# Албю (Мьорбюлонга)
Албю (на шведски: Alby, но се произнася близко до Алби) е село, разположено в югоизточната част на шведския остров Йоланд, в рамките на община Мьорбюлонга, лен Калмар.
Селото е споменато в писмени източници за първи път през 1387 година, когато Ерланд Кнутсон придобива земя в Албю . От 1541 година, селото е обложено с данък. Албю е напълно изгорено при опустошенията на Йоланд от датчаните през 1567 година .
В землището на селото се разполага едно от най-старите селища на острова. Разкопки от археологическити обекти датират селището от палеолита, а населението е било съставено от култура ловци-събирачи . Селището най-вероятно е било изградено от преселници от основната земя, които пристигат на острова по леда покриващ протока Калмарсунд. Счита се, че това е станало през 8-и до 7 век пр.н.е. Културата е известна като „хора от Албю“.
Първоначално, населението е оцелявало благодарение на лов, риболов и плодосъбирачество. През 3 век пр.н.е. населението на Албю започва да нараства, тенденция която се запазва с времето. През 21 век обаче, в Албю живеят малко хора. Селището лежи върху плато, разделящо територията на „Стура Алварет“ от останалата част на острова. Самото положение на Албю е на източния крайбрежен път, южно от селата Трибериа и Хултерстад. На запад от Албю е големият град Мьорбюлонга .
Албю е част от областта, включена в списъка на световното културно и природно наследство на ЮНЕСКО под името „Аграрен район на Южен Йоланд“.